# Françoise de Palatinat-Soulzbach
Marie Françoise Dorothée de Palatinat-Soulzbach (en allemand : Maria Franziska Dorothea von Pfalz-Sulzbach) (née le 15 juin 1724 à Schwetzingen et décédée le 15 novembre 1794 à Soulzbach) est la fille de Joseph Charles de Palatinat-Soulzbach et d'Élisabeth-Auguste de Palatinat-Neubourg (fille de l'électeur Charles III Philippe), et la sœur cadette de l'électrice Élisabeth-Auguste de Palatinat-Soulzbach femme de Charles-Théodore (électeur palatin et électeur de Bavière).
Françoise est enterrée dans l'église paroissiale de Soulzbach. Son cœur est enterré séparément mais, depuis 1983, il se trouve au sanctuaire de Notre-Dame d'Altötting.

## Mariage et descendance
Françoise épouse le 6 février 1746, à Mannheim, Frédéric-Michel de Deux-Ponts-Birkenfeld, fils cadet du comte Christian III de Deux-Ponts-Birkenfeld et devient comtesse Palatine de Deux-Ponts (Zweibrucken)-Birkenfeld. De cette union naissent cinq enfants :
- Charles Auguste de Palatinat-Deux-Ponts (1746 - 1795), il épouse en 1774 Marie-Amélie de Saxe (1757 - 1831)
- Clément de Palatinat-Deux-Ponts (1749 - 1750)
- Amélie de Deux-Ponts-Birkenfeld (1752 - 1828), en 1769 elle épouse Frédéric-Auguste III, électeur (puis roi) de Saxe (1754 - 1827)
- Marie-Anne de Deux-Ponts-Birkenfeld (1753 - 1824), en 1780 elle épouse Guillaume en Bavière, duc en Bavière et comte palatin de Birkenfeld-Gelnhausen (1752 - 1837)
- Maximilien de Palatinat-Deux-Ponts (1756 - 1825), électeur puis roi de Bavière, il épouse en 1785 Wilhelmine de Hesse-Darmstadt (1765 - 1795), puis en 1797 Caroline de Bade (1776 - 1841)